# Leonie Beu
Leonie Beu (* 28. November 1998 in Lae) ist eine Leichtathletin aus Papua-Neuguinea, die sich auf den Sprint spezialisiert hat.

## Sportliche Laufbahn
Erste Erfahrungen bei internationalen Meisterschaften sammelte Leonie Beu im Jahr 2017, als sie bei den U20-Ozeanienmeisterschaften in Suva in 25,65 s den sechsten Platz im 200-Meter-Lauf belegte. Zudem gewann sie bei den Ozeanienmeisterschaften ebendort mit der 4-mal-400-Meter-Stafel in 4:05,11 min gemeinsam mit Shirley Vunatup, Nancy Malamut und Raylyne Kanam die Silbermedaille hinter dem australischen Team. Anschließend schied sie bei den Pazifi-Minigames in Port Vila mit 24,95 s im Vorlauf aus. Bei den IAAF World Relays 2019 in Yokohama wurde sie mit der 4-mal-400-Meter-Staffel disqualifiziert und gelangte mit der 4-mal-200-Meter-Staffel mit 1:43,85 min auf Rang sieben. Im Juni belegte sie bei den Ozeanienmeisterschaften in Townsville in 12,51 s den siebten Platz im 100-Meter-Lauf und gelangte über 400 Meter mit 59,13 s auf Rang sechs. Zudem gewann sie mit der 4-mal-100-Meter-Staffel in 47,08 s gemeinsam mit Adrine Monagi, Toea Wisil und Nancy Malamut die Bronzemedaille hinter den Teams aus Australien und Neuseeland und sicherte sich auch mit der 4-mal-400-Meter-Staffel in 3:53,49 min die Bronzemedaille hinter Australien und Neuseeland. Daraufhin gewann sie bei den Pazifikspielen in Apia in 55,71 s die Silbermedaille im 400-Meter-Lauf hinter ihrer Landsfrau Toea Wisil und sicherte sich über 200 Meter in 24,40 s die Bronzemedaille hinter Wisil und Heleina Young aus Fidschi. Zudem siegte sie in 3:44,86 min mit der 4-mal-400-Meter-Staffel und gewann mit der 4-mal-100-Meter-Staffel in 45,97 s die Silbermedaille hinter dem Team aus Fidschi. 2020 begann sie ein Studium an der Middle Tennessee State University in den Vereinigten Staaten. 2022 gewann sie bei den Pazifi-Minigames in Saipan in 12,13 s die Bronzemedaille über 100 Meter und siegte in 55,91 s über 400 Meter. Zudem siegte sie in 45,85 s und 3:52,76 min in beiden Staffelbewerben und sicherte sich über 200 Meter in 24,44 s die Silbermedaille. Anschließend schied sie bei den Commonwealth Games in Birmingham mit 25,29 s in der ersten Runde über 200 Meter aus und verpasste mit der 4-mal-100-Meter-Staffel mit 45,38 s den Finaleinzug.
2023 belegte sie bei den Pazifikspielen in Honiara in 12,17 s den fünften Platz über 100 Meter und sicherte sich über 400 Meter in 56,42 s die Bronzemedaille hinter der Australierin Ellie Beer und Camryn Smart aus Neuseeland. Mit der 4-mal-100-Meter-Staffel siegte sie in 46,10 s gemeinsam mit Adrine Monagi, Isila Apkup und Edna Boafob und auch mit der 4-mal-400-Meter-Staffel gewann sie in 3:49,11 min die Goldmedaille. Über 200 Meter gewann sie in 24,22 s die Silbermedaille über 200 Meter hinter Esther Wejieme aus Neukaledonien. Im Jahr darauf gewann sie bei den Ozeanienmeisterschaften in Suva in 11,85 s die Bronzemedaille über 100 Meter hinter den Australierinnen Ella Connolly und Ebony Lane. Über 200 Meter belegte sie in 23,66 s den fünften Platz und mit der Mixed-Staffel über 4-mal 400 Meter gewann sie in 3:28,48 min gemeinsam mit Benjamin Aliel, Daniel Baul und Isila Apkup die Silbermedaille hinter dem neuseeländischen Team. Im August nahm sie über 100 Meter an den Olympischen Sommerspielen in Paris teil und schied dort mit 11,73 s im Vorlauf aus. Zudem war sie Fahnenträgerin ihrer Nation während der Schlussveranstaltung der Spiele.
2019 wurde Beu papua-neuguineische Meisterin im 200-Meter-Lauf.

## Persönliche Bestzeiten
- 100 Meter: 11,63 s (+1,1 m/s), 2. August 2024 in Paris
- 200 Meter: 23,66 s (−1,7 m/s), 7. Juni 2024 in Suva
- 400 Meter: 54,23 s, 13. Mai 2021 in Levelland